# ميتال غير سوليد 5: ذا فانتوم بين
ميتال غير سوليد 5: ذا فانتوم بين (بالإنجليزية: Metal Gear Solid V: The Phantom Pain)‏ هي لعبة فيديو من نوع عالم مفتوح أكشن-مغامرات وتسلل، من تطوير كوجيما برودكشنز ومن إخراج وإنتاج وكتابة هيديو كوجيما، طورت من أجل مايكروسوفت ويندوز، بلاي ستيشن 3، بلاي ستيشن 4، إكس بوكس 360 وإكس بوكس ون. اللعبة هي الإصدار الحادي عشر الرئيسي والأخير ضمن سلسلة ميتال غير ، وهي أيضاً تتمة مباشرة للجزء السابق ميتال غير سوليد 5: جراوند زيروز واستمرار للقصة التي بدأت فيها، وتحمل شعار عمليات تجسس تكتيكية الذي استعمل أول مرة في ميتال غير سوليد: بيس والكر.
أحداثها تقع عام 1984 وتتبع قائد المرتزقة بيج بوس حيث يذهب في مغامرة عبر أفريقيا وأفغانستان خلال الحرب السوفيتية رغبةً في الانتقام من الناس الذي دمروا قواته وكادوا يقتلونه عند نهاية جراوند زيروز.
ميتال غير سوليد 5: ذا فانتوم بين مكونة من مشروعين لكوجيما برودكشنز تم الأعلان عنهما سابقاً، الأول هو ميتال غير سوليد: جراوند زيروز، عرض ديمو عنه في حفل الذكرى الـ25 لميتال غير في 30 أغسطس، 2012. الثاني هو ذا فانتوم بين، عرض الفيديو الترويجي له في حفل جوائز سبايك لألعاب الفيديو في 7 ديسبمر، 2012، تحت اسم «ذا فانتوم بين» فقط، من إنتاج فريق تطوير سويدي خيالي يدعى «استوديوهات موبي دك». في 27 مارس 2013، تم الإفصاح عن حقيقة هذين المشروعين خلال مؤتمر مطوري الألعاب، حيث أعلن هيديو كوجيما أن جراوند زيروز ستكون فاتحة (تمهيد) لذا فانتوم بين. هذين العنوانين المنفصلين يشكلان لعبة ميتال غير سوليد 5: ذا فانتوم بين برمتها.
تلقت اللعبة إشادة كبيرة من الصحافة عند صدورها، مع مديح لطريقة اللعب التي تضم مجموعة متنوعة من الميكانيكيات والانظمة المترابطة والتي تعطي اللاعب حرية كبيرة في كيفية تنفيذ المهمات. لكن انتقدت القصة من البعض لتبعثرها وكونها غير مركزة، بينما اعترف آخرون بقوتها العاطفية واستكشافها لمواضيع ناضجة. تلتقت اللعبة علامات كاملة من عدة مطبوعات مثل فاميتسو وجيم سبوت وآي جي إن، وقد وصفت من البعض بإنها أفضل لعبة في سلسلة ميتال غير.
```
hooyada was
```

## اسلوب اللعب
كما هي الحال في بيس والكر، ميتال غير سوليد 5 ستحتوي على خاصية تسمح للاعبين بتطوير الأسلحة والمعدات من قاعدتهم الوهمية. تم إعطاء اللاعب القدرة على الدخول إلى القاعدة من جهاز السمارت فون (الحقيقي)المسمى أي درود (idroid). مخرج السلسلة هيديو كوجيما كشف بأن اللعبة فيها تعاقب الليل والنهار تماماً كما في العالم الواقعي، وأن «اعتماداً على كيفة انتقالك من مرحلة إلى أخرى، وقت الأنتقال سيؤثر على وقت اليوم الذي ستصل فيه إلى وجهتك». طريقة اللعب الجديدة ستسمح للاعب بأختيار الترتيب في سرد القصة عن طريق أختيار المهمات بأي ترتيب يريده. ومع ذلك «فهم الرسالة الشاملة في النهاية».
تكلم كوجيما عن الطابع التقليدي للأجزاء السابقة من السلسلة، قائلاً بأنهم "وضعوا اللاعب على طريق واحد للذهاب من أ إلى ب، مع كمية محدودة من الحرية بينهما. في تناقض صارخ، سيقوم فريق كوجيما بدلاً من ذلك بتوفير طرق تنقل وتسلل جديد للاعب، مثل أخذ طائرة أو مروحية أو دراجة نارية إلى منطقة المهمة. هذا من أجل أن ينجز كوجيما "تجربة عالم مفتوح حقيقية" مع ميتال غير سوليد 5.

## القصة
بعد دمار جنود بلا حدود في جراوند زيروز على يد منظمة سايفر، يدخل بيغ بوس في غيبوبه. يستيقظ بعد تسع سنوات في 1984، عندئذ تحاول كوايت والتي تعمل لصالح سايفر اغتياله. ينقذهُ شخص غامض تغطي وجهه الضمادات يدعو نفسه إسماعيل. بينما يحاولان الهروب من المستشفى يقع الاثنان وسط تبادل لإطلاق النار بين جنود سايفر والطفل الثالث (سايكو مانتيس في عمر المراهقة)، يساعده الرجل المحترق (فولغين). بعد المطاردة، يختفي إسماعيل، تاركاً سنيك يهرب مع ريفولفر أوسيلوت، الذي يعمل الآن مع شركة مرتزقة جديدة تدعى دايموند دوغز، أسسها كازوهيرا ميلر كبديل لجنود بلا حدود.
لكي يبحث عن أدلة حول سايفر وفي نفس الوقت يوسع شركته دايموند دوغز، يتدخل بيغ بوس ومرتزقته في الحرب السوفيتية في أفغانستان والحرب الأهلية الأنغولية. على طول الطريق، يقوم سنيك بتجنيد كوايت لصالحه والتي أصبحت لا تتحدث وأكتسبت قدرات جديدة، والعالم السابق لديهم الدكتور إيمريك "هيوي" المشتبه بأنه المسؤول جزئياً عن الهجوم على جنود بلا حدود، وأيضاً إيلاي، وهو طفل بريطاني شرير يقود مجموعة أطفال، وأخيراً، كود توكر، رجل عجوز من النافاجو مختص بالطفيليات أجبر على العمل لصالح سايفر. وفي الوقت نفسه، يبدأ بيغ بوس بمواجه «السكولز»، وهم جنود فتاكين لديهم قدرات مماثلة لكوايت. أيضاً تعاني دايموند دوغز من وباء يجعلها تفقد العديد من الجنود قبل أحتواءه.
لاحقاً يكشف أن إكس أو إف (XOF)، وهي فصيل منشق من سايفر، كانت مسؤولة عن الهجوم على جنود لا بحدود في 1975. قائد المجموعة سكول فيس، لا يتفق مع خطة سايفر التي تقتضي توحيد العالم عن طريق جعله ثقافياً أمريكياً. لمنع حدوث الخطة، ينوي سكول فيس إطلاق طفيل طورهُ جزياً كود توكر، يقتل أي شخص يتحدث الإنجليزية. نسخة معدلة من الطفيل أعطت كل من كوايت والسكولز قدراتهم الغير اعتيادية في حين أن سلالة أخرى من الطفيل تستهدف لغة مختلفة أستخدمت لأغراض اختبارية، هي كانت سبب الوباء في دايموند دوغز. بعد إطلاق طفيل اللغة الإنجليزية، ينوي سكول فيس جعل الأسلحة النووية متاحة لكل الدول والجماعات. عن طريق الردع النووي يتخيل سكول فيس أن لا دولة ستهاجم الأخرى ويتحقق السلام العالمي، مع أحتفاظه بجهاز تحكم لجميع الأسلحة النووية.
لجعل الأسلحة النووية مرغوبة أولاً، ينوي سكول فيس أستخدام سلاح الميتال غير الجديد المعرف بأسم سلانثروبس "Sahelanthropus"، أملً في إشعال حرب باردة جديدة. ينقلب الطفل الثالث على سكول فيس ويسيطر على الميتال غير ويسحق الرجل المحترق ويحاصر سكول فيس. يتمكن بيغ بوس من هزيمة الميتال غير ويجرح سكول فيس، الذي يقتل بعد ذلك على يد هيوي. لاحقاً يتضح أن الطفل الثالث لم يكن يعمل بوعيه لصالح سكول فيس، لكن نظرا لكونه حساس لأفكار الآخرين فهو يساعد أكثر الأشخاص انتقاماً حوله.
بعد ذلك، يقوم إيلاي والطفل الثالث والجنود الأطفال بسرقة بقايا سلانثروبس والهروب من قاعدة دايموند دوغز. يتفشى الوباء من جديد في القاعدة لكن هذه المرة بواسطة طفلي معدل محور وراثياً، فيجبر بيغ بوس على قتل العديد من رجاله لأحتواءه. يقرر بيغ بوس تحويل رماد قتلى جنوده إلى ألماس كي يحملها معه في المعركة كتشريف لذكراهم. يُتهم هيوي بالتسبب في الوباء بينما كان يحاول تحوير الطفيليات لبيعها كأسلحة. يقوم بيغ بوس بنفي هيوي من دايموند دوغز عندما يظهر دليل بأنه قتل زوجته الدكتورة سترينج لوف أثناء مجادلة بينهما حول استخدام أبنهما أوتاكون في التجارب، إضافة إلى الشبهات بأنه خان جنود بلا حدود لصالح سايفر.
في مهمة جانبية، يتضح أن سكول فيس حقن كوايت بالسلالة الإنكليزية من الطفيل وأرسلها للانضمام لبيغ بوس حتى تنشر الطفيل بينهم كملاذ أخير، لكن الوقت الذي أمضته مع دايموند دوغز جعلها تغير ولائها. تُجبر كوايت على التحدث بالإنجليزية لكي تنقذ بيغ بوس الذي تسمم بعضة أفعى، وبعد ذلك تختفي لتجنب التسبب في وباء آخر ويعتقد أنها ماتت وحيدة في الصحراء.
في مهمة جانبية أخرى، يتضح أن اللاعب كان في الواقع طوال اللعبة يتحكم بالمسعف الذي كان مع بيغ بوس في المروحية عند تعرضها للهجوم في جراوند زيروز، وأن البيغ بوس الحقيقي كان الرجل ذو الضمادات، إسماعيل. المسعف أجريت له جراحة تجميلية ونوم مغناطيسياً من قبل أوسيلوت ليصبح بيغ بوس ثاني (الفانتوم «شبح») ويكون بمثابة شرك لأعدائه. خلال عرض أسماء العاملين على اللعبة (credits) يُذكر أن فانتوم سنيك يمضي في حياته ليقوم بتهيئة الظروف التي تؤدي لصعود أوتر هيفن للساحة، ويقتل على يد سوليد سنيك. بيغ بوس الأصلي يظهر خلال اضطراب زنجبار.
بعد عرض أسماء العاملين، يناقش ميلر وأوسيلوت خطط بيغ بوس للمستقبل. بينما يدعهما أوسيلوت، فأن ميلر مستاء من خداع بيغ بوس له، لكنه يوافق على مساعدة الفانتوم وأبناء بيغ بوس فقط على أمل أن يؤدي ذلك للمساهمة في دمار بيج بوس الحقيقي. يوافق الاثنان على العمل معاً حتى يبدأ الصراع الحتمي بين أبناء بيغ بوس.

### شخصيات
- فينوم سنيك (بالانجليزيه venom snake)
- كاز ميلر (بالانجليزيه Kaz Miller)
- كوايت (بالانجليزيه (Quiet)
- ايلاي (بالانجليزيه Eli)
- سكول فيس (بالانجليزيه Skull Face)
- كود توكر (بالانجليزيه Code Talker)

## التطوير

ملصق للتوظيف استخدم خلال مؤتمر مطوري الألعاب 2012

في فبراير 2012، أحد المواقع الألكترونية يدعى «تطوير بلا حدود» مملوك من قبل كونامي قام برفع دعاية تطوير لعنوان ميتال غير جديد، تحت اسم «MGS التالية» (THE "NEXT" MGS). الموقع كان يوظف طاقم من أجل مؤتمر مطوري الألعاب 2012 (GDC)، وطلبت العديد من الوظائف لعنوان ميتال غير سوليد الجديد يستهدف «منصات الألعاب الحالية والPC» و«منصات الجيل القادم». بمرور السنة، تم عرض صور ومقاطع فيديو من قبل الفريق لمحرك فوكس الجديد المعلن عنه. على الرغم من أن الشخصيات والأحداث التي عرضت فيها ليس لها علاقة بالسلسلة، إلا أنه لوحظ صورة لشخص يشبه بيج بوس يتقرب من مركبة قتال مدرعة سترايكر سبق أن ظهرت في الجزء الرابع من السلسلة.

### كلعبة جراوند زيروز
اللعبة أعلن عنها لاحقاً في 30 أغسطس 2012، تحت عنوان ميتال غير سوليد: جراوند زيروز. كشف عنها خلال مأدبة خاصة احتفالاً بالذكرى ال25 لسلسلة
ميتال غير، وقدمت لأول مرة للجمهور بعد يومين خلال معرض Penny Arcade 2012. المخرج هيديو كوجيما أكد بيغ بوس سيعود بدور البطل، وأن جراوند زيروز ستكون ممهدة لميتال غير سوليد 5. كانت أول لعبة تستخدم محرك فوكس الذي طوره كوجيما برودكشنز. في يناير 2013 كشف كشف كوجيما أن جراوند زيروز' ستكون أول عنوان في السلسلة يترجم إلى العربية. إضافة إلى ذلك، أكد أيضاً أن مدة مقاطع الفيديو في اللعبة ستقل لأنه يعتقد أن المقاطع الطويلة أصبحت موضة قديمة.
في مقابلة مع مدونة VG247، أعرب هيديو كوجيما عن قلقه بشأن ما إذا كانت اللعبة ستصدر أم لا. هو قال بأن هدفه كان التوجه إلى مواضيع محرمة وللكبار، والتي أعتبرها «خطيرة جداً»، مضيفاً بأن دوره كمبتكر ومنتج كانا في صراع مع بعضها البعض؛ كمبتكر، كوجيما أراد استكشاف مواضيع قد تنفر الجماهير، لكن كمنتج، كان عليه أن يكون قادرا على تخفيف المحتوى من أجل بيع أكبر عدد ممكن من نسخ اللعبة. في النهاية، دور المبتكر هو الذي فاز، وكوجيميا وصف منهجه بأنه «إعطاء الأولوية للإبداع على المبيعات».

### كلعبة ذا فانتوم بين
في حفل جوائز سبايك لألعاب الفيديو في ديسمبر 2012، تم عرض فيديو تشويقي للعبة تسمى  ذا فانتوم بين (ألم الشبح)، منسوب استوديو تطوير سويدي جديد يدعى استديو موبي ديك، وقد وصف العرض بأنه "100% أسلوب لعب. بعد العرض بدأت التكهنات تظهر من عدة مطبوعات بأن ذا فانتوم بين هي لعبة ميتال غير، مشيرين إلى تشابه بطل العرض مع بيغ بوس، والرسومات مشابه إلى تلك التي أنتجت بمحرك فوكس. أشير أيضاً إلى أن اسم الموقع الخاص باستوديو موبي ديك قد تم تسجيله قبل حوالي اسبوعين من الإعلان، وأن العديد من الاشخاص الذي يرتدون قمصان استوديو موبي ديك كانوا يجلسون في المنقطة المخصصة لطاقم كونامي.
في 27 مارس 2013 خلال مؤتمر مؤتمر مطوري الألعاب 2013 أعلن كوجيما رسمياً ان طاقمه هو المسؤول عن العرض الدعائي، وأعلن أن ميتال غير سوليد 5 ستكون لعبتين منفصلتين: جراوند زيروز ستكون ممهدة للعبة الرئيسية، والتي أعلن عنها تحت اسم ميتال غير سوليد 5: ذا فانتوم بين، وعرض بعد ذلك فيديو للعبة وعرض الجوانب الدقيقة لمحرك فوكس.

## جدال
شخصية كوايت كانت موضوع جدل فيما يخص تصوير النساء في ألعاب الفيديو. وقد ذكر كوجيما انه وجه المدير فني للعبة لجعل بعض الشخصيات فيها «أكثر شهوانية» من أجل دعم كوزبلاي ومبيعات المجسمات. وقد صرح لاحقاً أنه أخطأ القول وأن كلمة «إثارة» كان يمكن أن تكون أفضل كلمة للوصف، «ماذا أحاول أن أفعل هو إنشاء شخصيات فريدة. واحدة من هؤلاء، بالطبع، كوايت. هي حقاً شخصية فريدة. أردت إضافة إثارة لها... لم تكن من المفترض أن شهوانية بل مثيرة.»

## الاستقبال
قبل إصدراها، تلقت اللعبة مديح كبير من الصحافة. آي جي إن أعطى اللعبة تقييم 10 من 10. أيضاً GameSpot أعطى تقييم 10 من 10.
حققت اللعبة ايرادات 179$ مليون دولار خلال 24 ساعة من اصدارها.
بحلول نهاية سبتمبر 2015، شحنت اللعبة أكثر من خمسة ملايين نسخة حول العالم، والتي زادت إلى أكثر من ستة ملايين بحلول ديسمبر 2015. مع وصول مبيعات السلسلة إلى 57.1 مليون نسخة بحلول مايو 2021.

## وصلات خارجية
- ميتال غير سوليد 5: ذا فانتوم بين على موقع IMDb (الإنجليزية)
- الموقع الرسمي